# 후지에다정
후지에다정(일본어: 藤枝町)은 일본 시즈오카현의 동부, 시다군에 속했던 정이다. 현재의 후지에다시 남부에 해당한다.

## 역사
- 1889년 4월 1일 - 정촌제 시행에 의해 시다군 오지마촌이 성립하였다.
- 1954년 3월 31일 - 후지에다정, 다카쓰촌, 이나바촌, 오스촌, 하나시촌과 합병해, 후지에다시가 성립하여, 동일 후지에다정은 폐지되었다.

## 참고 문헌
- 가도카와 일본 지명 대사전 22 静岡県